# Camberley
Camberley è una cittadina di 38 038 abitanti della contea del Surrey, in Inghilterra.